# Höga
Höga is een plaats in de gemeente Kungälv in het landschap Bohuslän en de provincie Västra Götalands län in Zweden. De plaats heeft 58 inwoners (2005) en een oppervlakte van 10 hectare.